# Waldemar Wendland
Waldemar Wendland (* 10. Mai 1873 in Liegnitz; † 15. August 1947 in Zeitz) war ein deutscher Komponist.

## Leben
Waldemar Wendland studierte zunächst Medizin. Nach dem frühen Tod des Vaters wechselte er ins Bankfach. Musikalisch bildete er sich auf Basis eines starken persönlichen Interesses autodidaktisch und später bei Engelbert Humperdinck. Er war zunächst als Korrepetitor und später als Theaterkapellmeister in Frankfurt am Main tätig. Während dieser Frankfurter Zeit nahm er Kompositionsunterricht bei Humperdinck. Von 1915 bis 1933 lebte er als freischaffender Komponist in Freiburg im Breisgau, Basel und Berlin.
Wendland schrieb sechs Opern, mehrere Ballette und Orchesterstücke sowie Kammermusik und etwa 200 Lieder.
Waldemar Wendland heiratete 1904 die Schauspielerin und Schriftstellerin Olga Wohlbrück.

## Werke
- 1909: Das kluge Felleisen: komische Spiel-Oper in 1 Akt (nach einem Andersen'schen Märchen)
- 1912: Der Schneider von Malta: komische Oper in drei Aufzügen
- 1920: Peter Sukoff: Oper in 3 Aufzügen (zusammen mit seiner Ehefrau Olga Wohlbrück)